# 多田重美
多田 重美（ただ しげみ、1949年（昭和24年）4月22日 - ）は、日本の政治家。元埼玉県八潮市長（3期）。

## 来歴
岩手県遠野市の農家の八人兄弟の末っ子として生まれる。高校卒業後、家業の農業を手伝っていたが、家を継いだ姉から「お前のために早々に（家を）出た方がいい」と言われ、上京。日本大学法学部に入り、卒業した。大学卒業後に結婚し、八潮市の団地に居住する。団地の自治会長に推され、1989年に八潮市議会議員に当選する。市議を3期務め、議長も務める。2001年、八潮市長選挙に立候補し、当選する。市長を3期務め、2013年に退任した。